# 敷島型戦艦
敷島型戦艦（しきしまがたせんかん、旧字体：敷󠄁島型戰艦）は日本海軍の戦艦。同型艦は「敷島」、「朝日」、「初瀬」、「三笠」の4隻。本型は日本海軍がロシア海軍に対抗するために、1896年度および1897年度海軍整備計画で建造を決定した。4隻とも日本がイギリスに発注し、同国で建造された。1900年から1902年にかけて竣工し、当時世界最大の戦艦であった。戦艦ドレッドノートが就役して弩級戦艦時代がはじまると、前弩級戦艦として扱われた。
なお副砲の配置と煙突の数の違いから「朝日」と「三笠」を準同型艦と分類したり、4番艦「三笠」をネームシップとする場合もあった。

## 概要

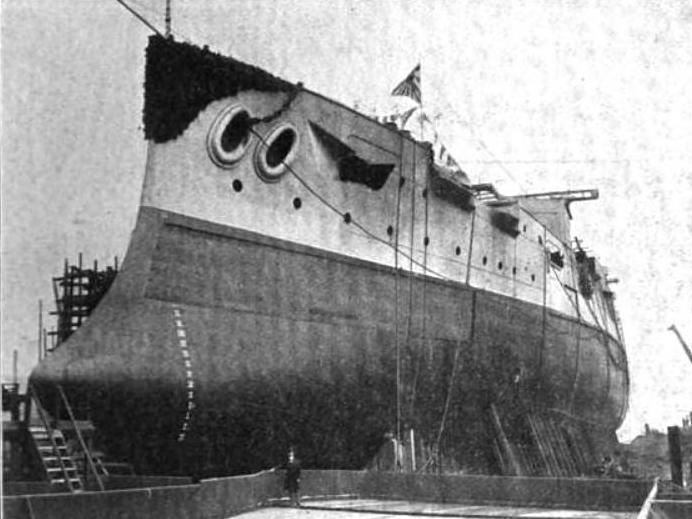
建造中の「初瀬」

本型はイギリス海軍のマジェスティック級戦艦（竣工1895年〜1898年）の改良型であるが、いくつかの最新の技術が用いられた。
主砲と副砲は前級の富士型戦艦と同じ40口径30.5cm砲と40口径15.2cm砲である。速力は18ktで富士型よりは若干低下している。「敷島」、「朝日」、「初瀬」の3隻の装甲にはマジェスティック級戦艦と同じハーヴェイ鋼（ハーヴェイ・ニッケル鋼）が使われ、富士型の半分の装甲厚となり（防御力は強化）、また4番艦の「三笠」はカノーパス級戦艦と同じくクルップ鋼（クルップ・セメントクロム・ニッケル鋼）が使われ他の3隻に比べ防御力が強化されている。「敷島」と「初瀬」はほぼ同型で、煙突数などよく似ていて見分けが難しいが前部アンカーベッド部分の形状が微妙に違うことが写真で確認できる。

## 艦形について

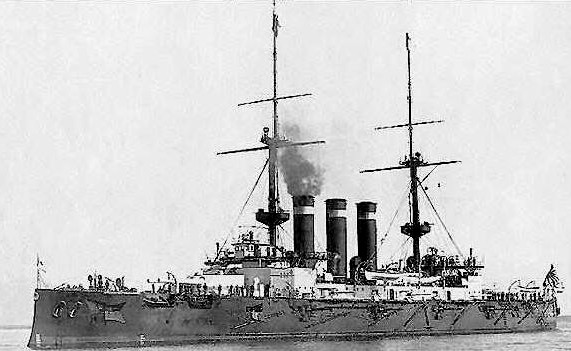
竣工時の「初瀬」

船体形状は典型的な平甲板型船体であり、凌波性を良くするために乾舷を高く取られている。艦首には未だ衝角（ラム）が付いている。主砲は前級に引き続き「アームストロング 1898年型 30.5cm（40口径）ライフル砲」を楔形の連装砲塔に収めて艦首甲板に1基、その背後に司令塔を下部に組み込み両脇に船橋（ブリッジ）を持つ操舵艦橋の背後に単脚式の中段部に見張り所を持つミリタリーマストが立つ。「敷島」と「初瀬」は船体中央部には等間隔に並んだ3本煙突が立つが、「朝日」と「三笠」は2本煙突であった。煙突の周囲には煙管型の通風筒が立ち並ぶ。その外縁部は艦載艇置き場となっており、舷側に2本で1組のボート・ダビットが片舷4組ずつ計8組と艦載艇置き場の後ろに立つ後部ミリタリーマストに付いたクレーン1基により運用された。副砲として15.2cm速射砲が舷側部に片舷7基ずつ計14基ケースメイト（砲郭）配置された。「敷島」と「初瀬」は上甲板に6基、中甲板に8基で、「朝日」と「三笠」は上甲板に4基、中甲板に10基で配置されている。その他に対水雷艇砲として7.6cm速射砲が単装砲架で艦上と舷側部の各所に20基、近接火器としてミリタリーマスト上に4.7cm単装機砲が単装砲架で8基が配置された。後部甲板上に後部艦橋が立ち、後向きの2番主砲塔の順である。
各艦の船体サイズの相違は以下の通り
| 艦名 | 常備排水量 | 全長    | 全幅   | 吃水  | 乗員数 |
| ---- | ---------- | ------- | ------ | ----- | ------ |
| 敷島 | 14,850トン | 133.5m  | 23.1m  | 8.31m | 836名  |
| 初瀬 | 15,000トン | 134.02m | 23.38m | 8.23m | ↑      |
| 朝日 | 15,200トン | 129.62m | 22.92m | 8.31m | ↑      |
| 三笠 | 15,140トン | 131.67m | 23.23m | 8.28m | 859名  |

## 武装

### 主砲

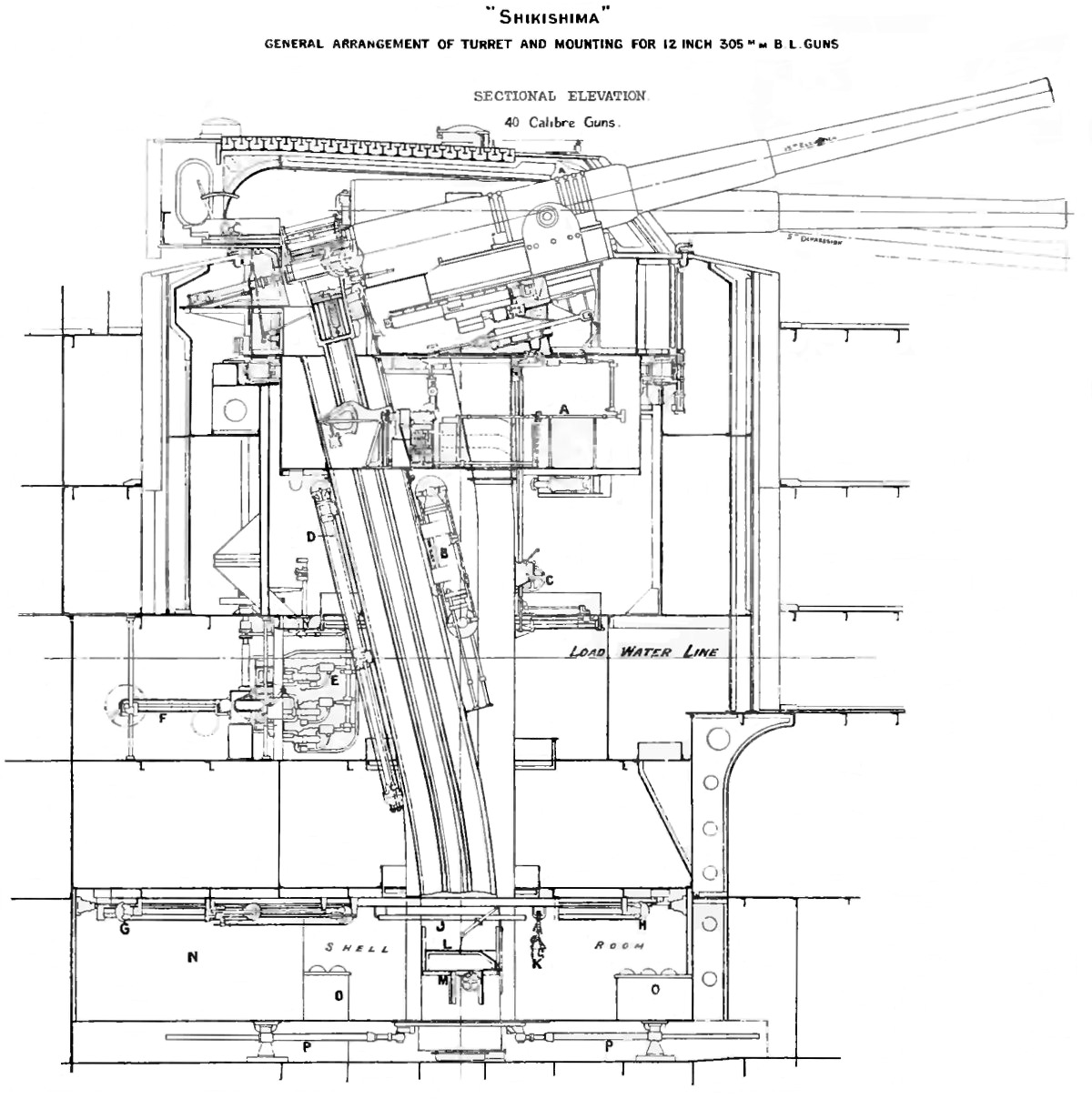
「三笠」以外の砲塔の断面図。

主砲は「アームストロング 1898年型 30.5cm（40口径）砲」である。その性能は重量386㎏の砲弾を仰角15度で最大射程13,700mまで届かせられる性能を持っていた。これを新設計の砲塔に収めた。この砲塔は左右150度に旋回でき、砲塔の砲身は仰角15度･俯角5度の間で上下できた。砲弾の装填機構は固定角装填形式で、富士型と異なりバーベットは揚弾筒を内蔵しどの旋回角度でも毎分1発の間隔で発射できた。
「三笠」のみは揚弾機構が新型となり揚弾筒が上下に分かれた。これにより防御効果が高まり、装填角度が他の3隻では仰角15度だったものが5度になって発射速度は約2割ほど早くなった。

### 副砲、その他備砲、雷装
副砲として新設計「1895年型 15.2cm（40口径）速射砲」を採用した。その性能は45.4㎏の砲弾を仰角20度で最大射程9,140mまで届かせられる。この砲を単装砲架で14基配置した。砲架は砲身を仰角20度･俯角5度の間で上下でき、150度の旋回角度を持っていた。毎分5 - 7発の間隔で発射できた。
他に近接火器として「アームストロング7.6cm（40口径）速射砲」を採用している。その性能は1.5kgの砲弾を仰角40度で10,740mまで届かせられ、俯仰は仰角65度・俯角10度で発射速度は毎分15発だった。他に主砲では手に負えない相手への対抗として45.7cm魚雷発射管を水線下に片舷2門ずつの水中発射管と艦首水線部に水上発射管1門の計5門を装備したが、「三笠」は水上発射管を装備していない。

## 防御

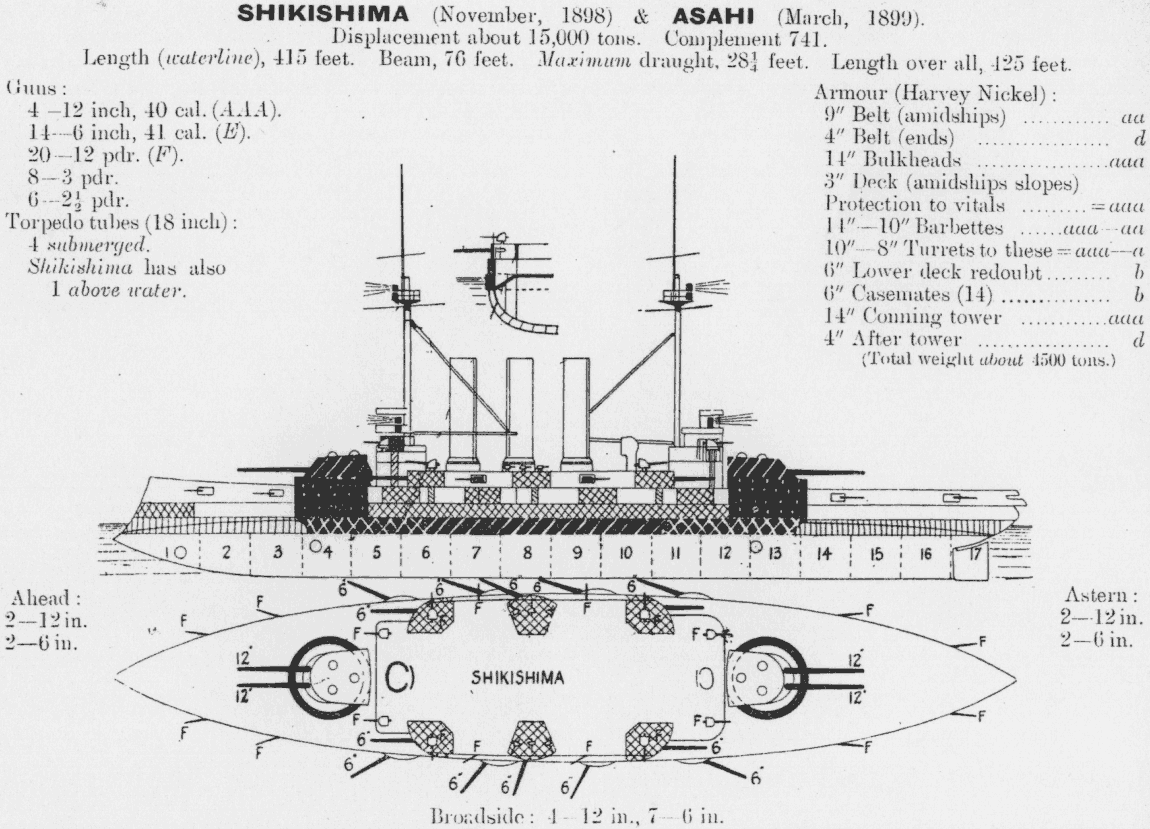
「敷島」と「初瀬」の武装・装甲配置を示した図。

本型から装甲板の材質がハーヴェイ・ニッケル鋼板へと更新されて防御力が向上した。防御方式は当時の主流としてボックスシタデルを採用しており、１番主砲塔から2番主砲塔にかけての水線部は装甲厚229mmで前後の水密隔壁は152mmから356mmで覆われた。シタデルから先の艦首と艦尾の水線部102mm装甲が張られ、衝角付近は51mmであった。水線部から上の中甲板までの側面部は152mm装甲で防御されていた。
甲板部の水平防御については、102mmと25mmである。主砲塔は前盾が254mmで側面は203mmでバーベット部は甲板上は356mmで下方に行くに従って203mmへとテーパーした。15.2cm速射砲のケースメイト部は51mmから152mmであった。司令塔は最厚部で356mmであった。水線下の防御は、艦底部から水線部装甲まで二重底を伸ばし、水密隔壁は2層式であった。当時は魚雷や機雷が未発達であったこともあり、本格的な機雷戦が行われるようになった日露戦争において「初瀬」が触雷して航行不能に陥り、曳航準備中に再び触雷、弾薬庫に引火し僅か2分で轟沈したことで防御力の不足は証明された。

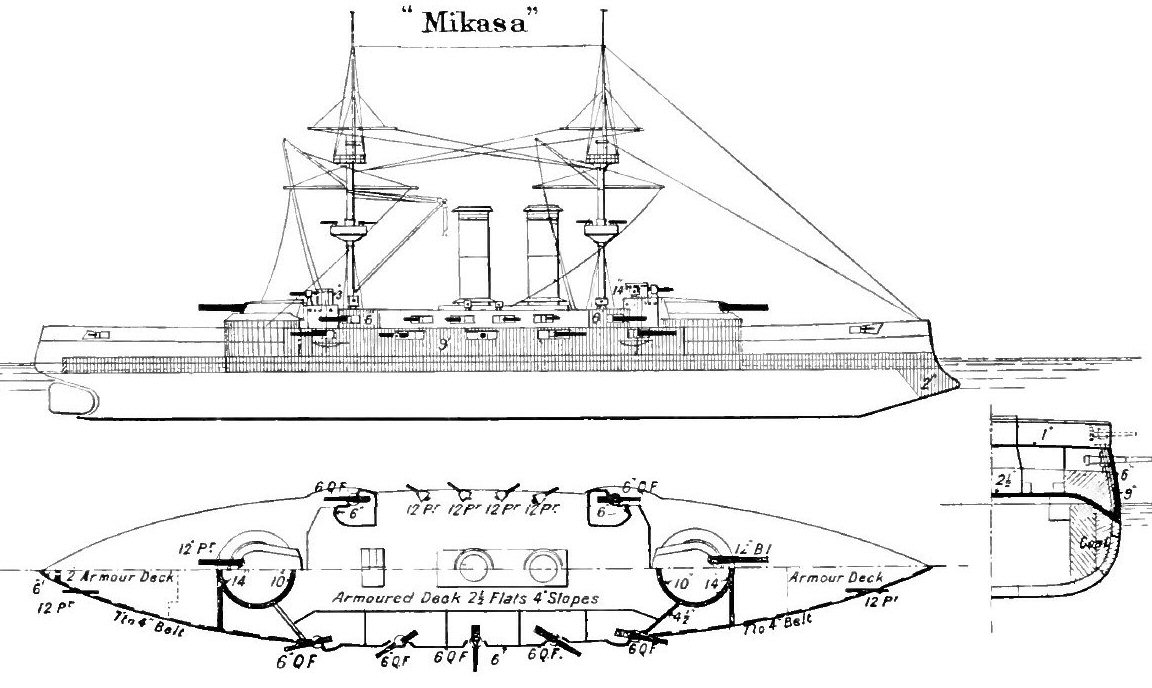
「三笠」の武装・装甲配置を示した図。

「三笠」のみ最新のクルップ・セメンテッド（通称：KC鋼）が採用され、約3割の防御力向上となった。このため、甲板部は防御力を落とさずに102mmから76mmに減厚できた。また、艦首と艦尾の水線部は102mmから178mmへと増厚され、舷側装甲も152mm装甲は上甲板部まで装甲範囲が増やされて防御力が高まった。15.2cm速射砲も装甲隔壁で区切られた個別の砲室を持っており被弾時の被害極限を図っていた。

## 機関
本型の機関はベルヴィール式石炭専焼水管缶25基に直立型三段膨張式四気筒レシプロ機関2基2軸推進の組み合わせで最大出力14,500馬力で速力18.0ノットを発揮したが「朝日」と「三笠」は15,000馬力で速力は同じである。ボイラー配置が異なるために「敷島」と「初瀬」は3本煙突煙突で「朝日」と「三笠」は2本煙突とで異なっていた。

## 艦歴
本型4隻とも日露戦争に参加し、富士級の二隻とともに第一艦隊第一戦隊を編成して日本海軍の主力として活躍した。「初瀬」は旅順封鎖作戦に従事中の1904年5月15日に、旅順港外で機雷に触れ沈没した。
残る3隻は黄海海戦、日本海海戦に参加して勝利に貢献した。日本海海戦直後に「三笠」は事故で爆沈したがサルベージされ、現役に復帰した。その後ワシントン海軍軍縮条約により3隻とも廃艦になり、「敷島」と「朝日」は非戦闘艦としてならば保有を許されたので練習艦となった。「三笠」は記念艦として保存された。「朝日」は工作艦に改装され日中戦争と太平洋戦争に参加し、1942年5月26日、アメリカ海軍の潜水艦「サーモン」により撃沈された。「敷島」のみ終戦まで海軍に在籍していた。

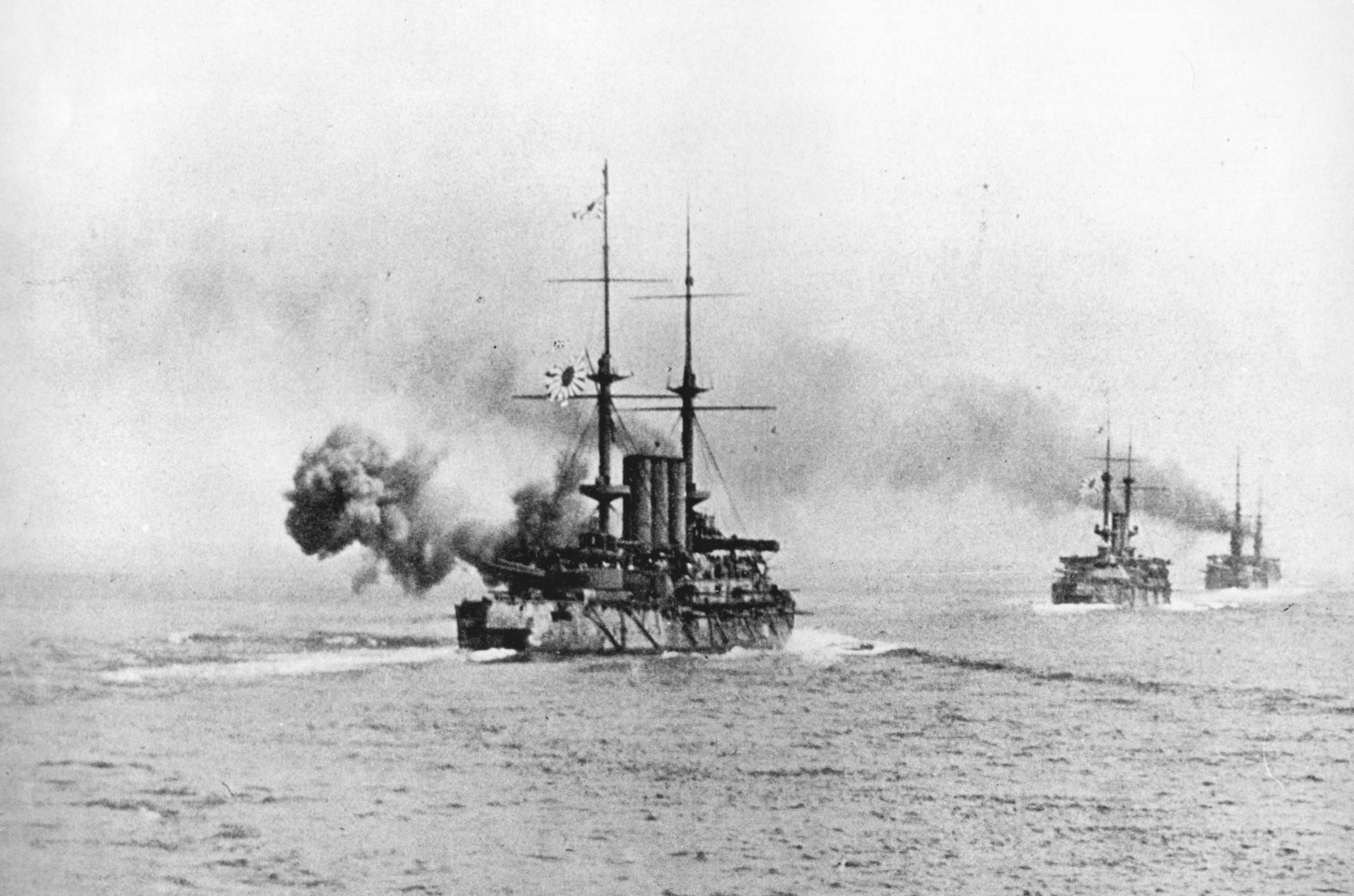
黄海海戦中、旅順口沖にて撮られた「敷島」。
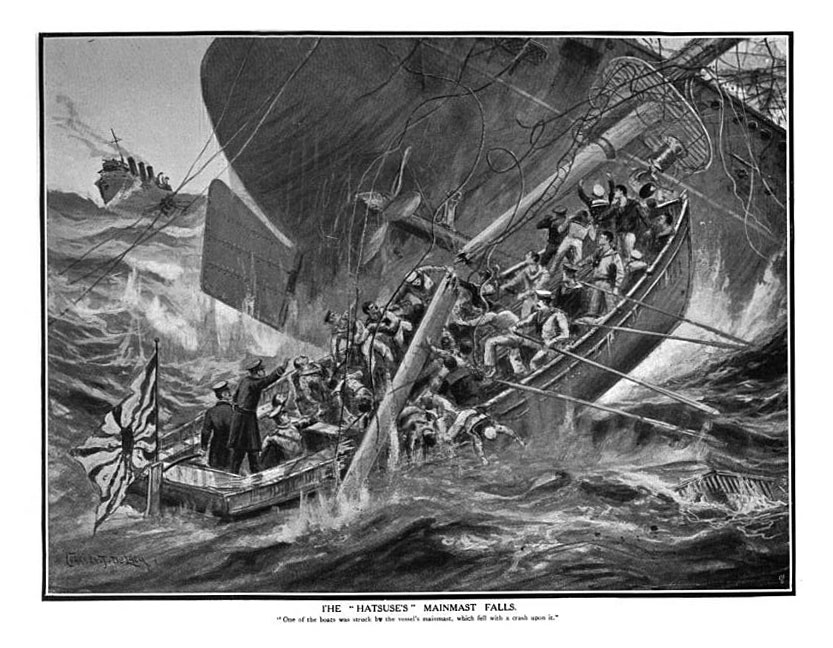
沈没する「初瀬」から脱出する乗員を描いたイラスト
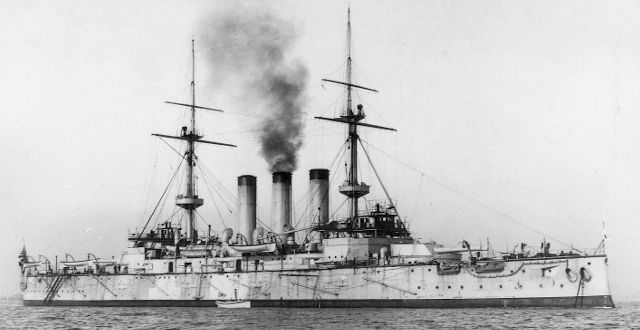
初瀬 (1901年2月)
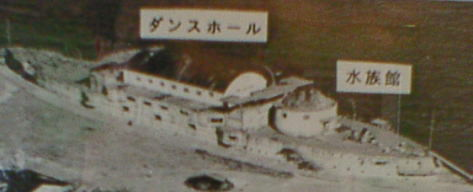
連合国によりダンスホールとなった「三笠」
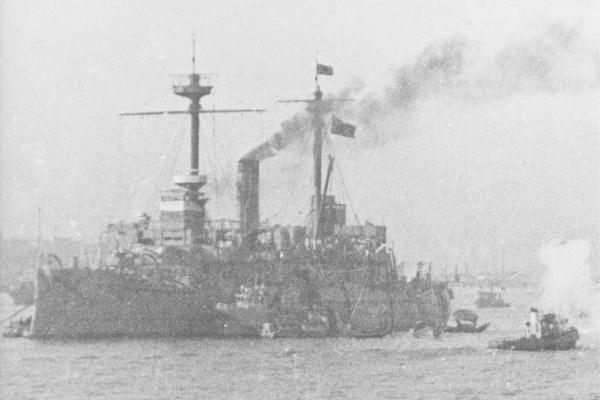
上海で撮られた工作艦時代の「朝日」

## 同型艦

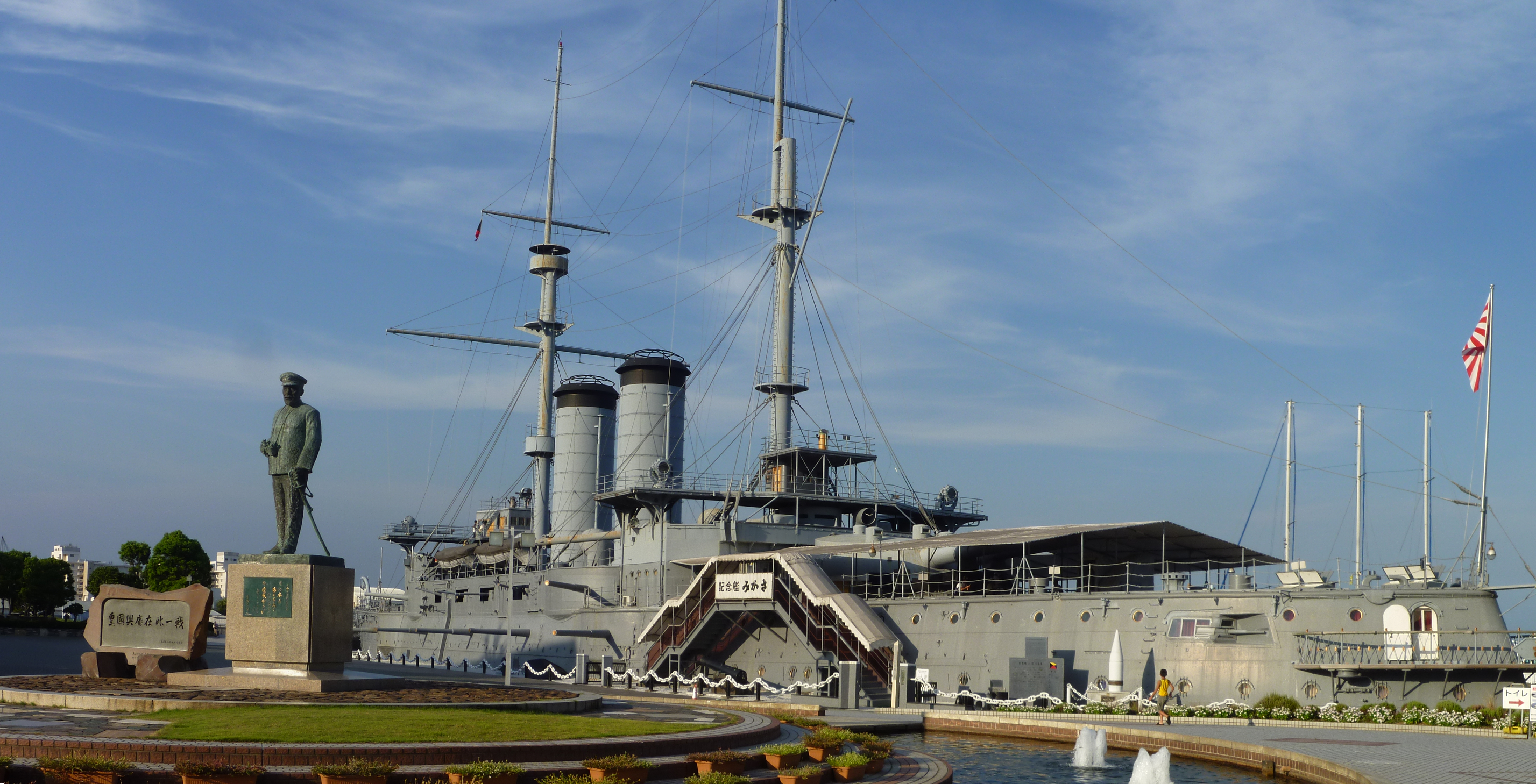
三笠公園で展示される「三笠」

- 敷島
- 朝日
- 初瀬
- 三笠